# Lepidozia acantha
Lepidozia acantha là một loài Rêu trong họ Lepidoziaceae. Loài này được J.J. Engel mô tả khoa học đầu tiên năm 2001.